# Pseudocephaloziella epiphytica
Pseudocephaloziella epiphytica är en bladmossart som beskrevs av Rudolf Mathias Schuster. Pseudocephaloziella epiphytica ingår i släktet Pseudocephaloziella och familjen Scapaniaceae.
Artens utbredningsområde är Venezuela. Inga underarter finns listade i Catalogue of Life.